# Cornesia molytes
Cornesia molytes är en fjärilsart som beskrevs av Józef Razowski 1993. Cornesia molytes ingår i släktet Cornesia och familjen vecklare. Inga underarter finns listade i Catalogue of Life.